# Lotidae
Famille
Les Lotidae sont une famille de poissons marins (à l'exception de la lotte ou lote de rivière Lota lota). Ils appartiennent à l'ordre des Gadiformes.

## Liste des genres
Cette famille n'est pas reconnue par ITIS qui place les 6 genres de Lotidae sous les sous-familles Lotinae et Phycinae, elles-mêmes placées dans la famille des Gadidae.

Cette famille est cependant reconnue comme valide par FishBase et le World Register of Marine Species.

Liste des genres selon FishBase et World Register of Marine Species (3 mars 2016):
- Brosme Oken, 1817 (Placé par ITIS sous Gadidae→Lotinae)
- Ciliata Couch, 1832 (Placé par ITIS sous Gadidae→Phycinae)
- Enchelyopus Bloch & Schneider, 1801 (Placé par ITIS sous Gadidae→Phycinae)
- Gaidropsarus Rafinesque, 1810 (Placé par ITIS sous Gadidae→Phycinae)
- Lota Oken, 1817 (Placé par ITIS sous Gadidae→Lotinae)
- Molva Lesueur, 1819 (Placé par ITIS sous Gadidae→Lotinae)

Brosme brosme
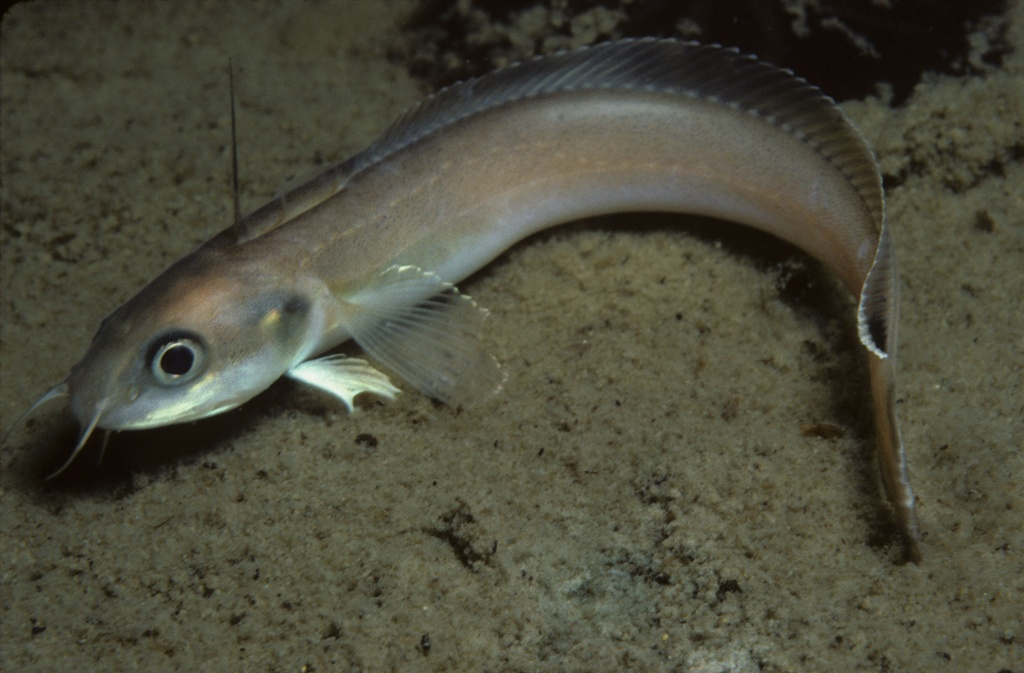
Enchelyopus cimbrius
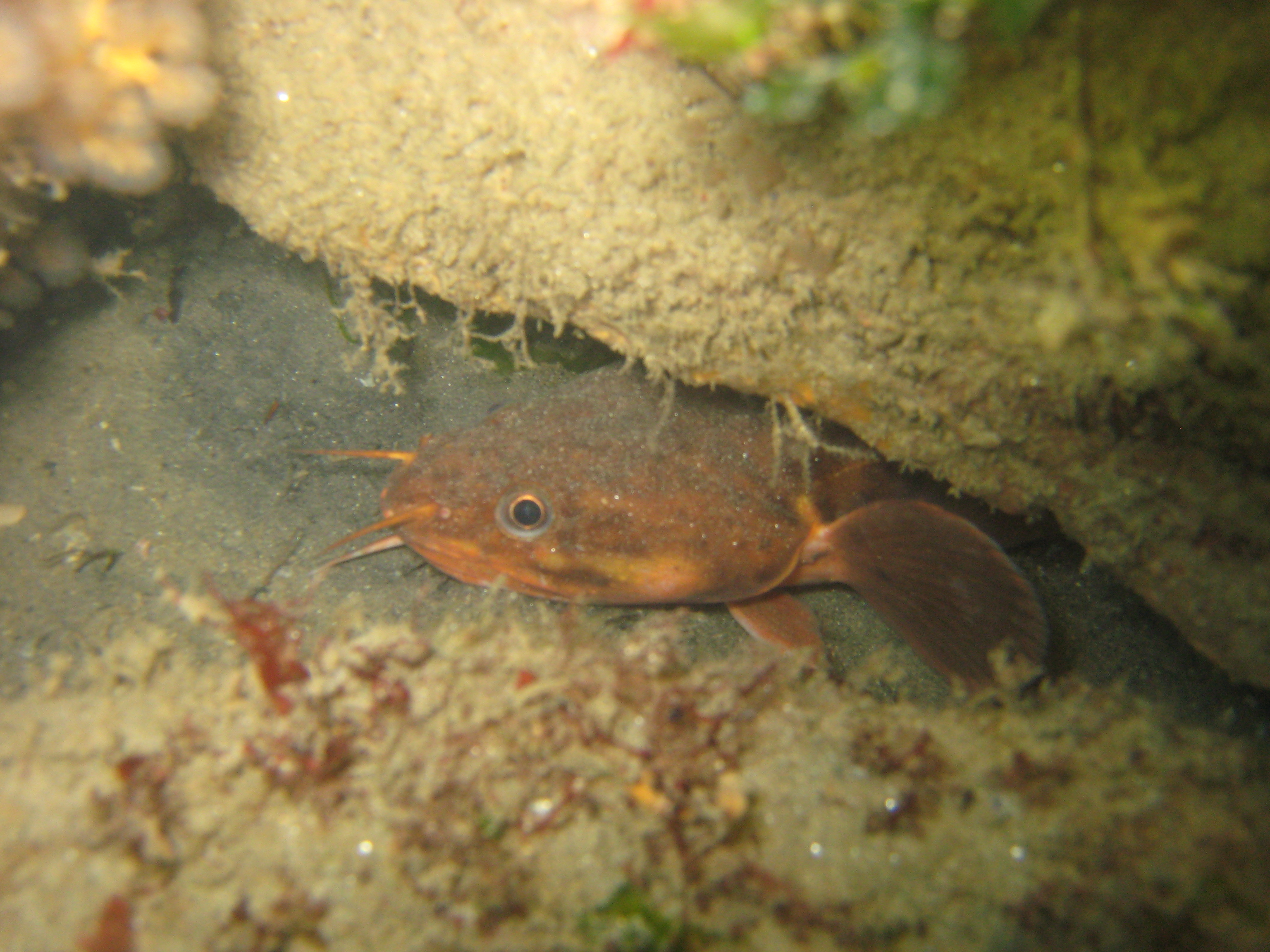
Gaidropsarus mediterraneus
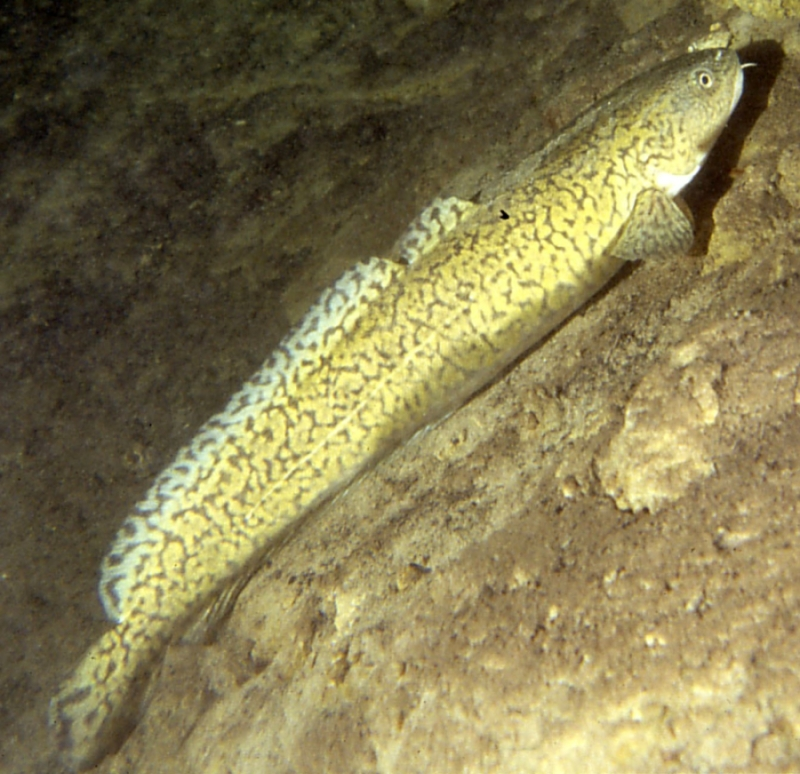
Lota lota
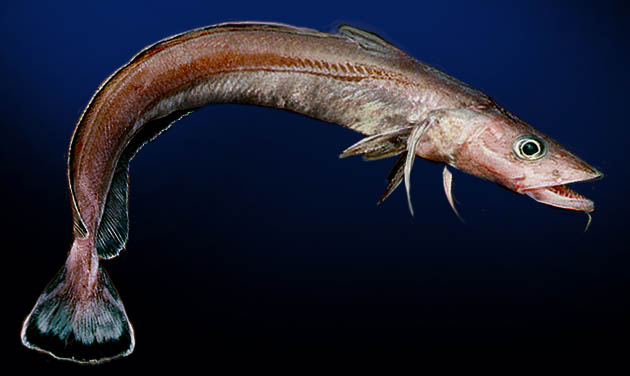
Molva macrophthalma